# Claro de luna (película)

 Claro de luna  es una película en blanco y negro de Argentina dirigida por Luis César Amadori sobre su propio guion que se estrenó el 23 de octubre de 1942 y que tuvo como protagonistas a Mirtha Legrand, Silvia Legrand y Roberto Airaldi.

## Sinopsis
Dos mellizas se enamoran del mismo hombre y éste cree amar solamente una mujer.

## Reparto
- Mirtha Legrand ... Mirtha Aguirre
- Silvia Legrand ... Silvia Aguirre
- Roberto Airaldi  ... Roberto Saavedra
- Enrique Chaico ... Don Pedro
- Miguel Gómez Bao ... Don Miguel Aguirre
- Maurice Jouvet ... Mauricio
- Julio Renato ... Julio Recalde (gerente)
- Blanca Vidal ... Doña Mercedes
- Elina Colomer ... Mecanógrafa compañera de Mirtha
- Berta Rivol
- Adolfo Linvel ... Médico

## Comentarios
Calki consideró al filme una grata comedia, de buena realización, la crónica de La Nación dijo que era una muy noble expresión local y La Razón afirmó que la película tiene calidad y emoción.